# Olli Jalonen

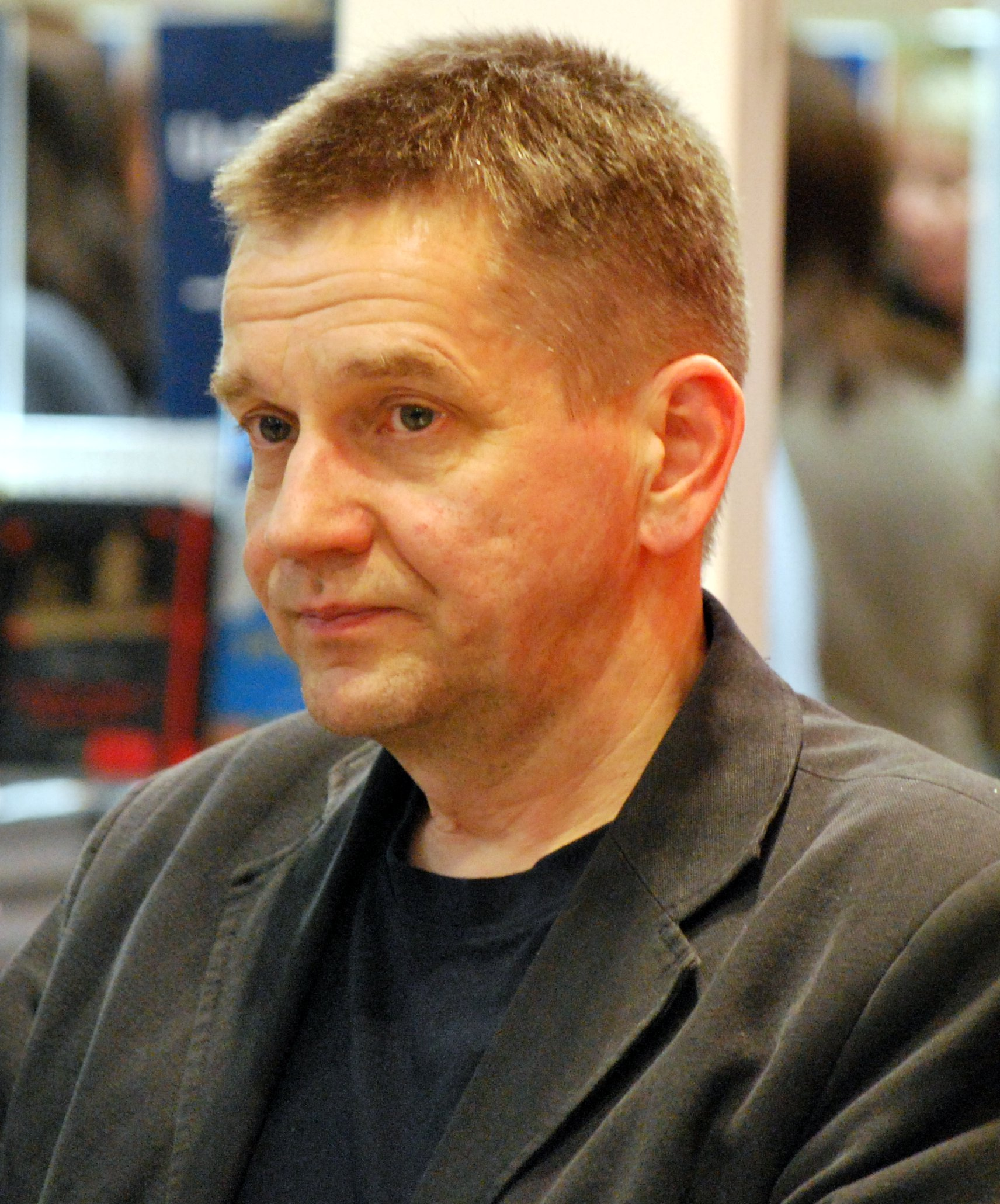
Olli Jalonen (2008)

Olli Jalonen (* 21. Februar 1954 in Helsinki) ist ein finnischer Schriftsteller.

## Leben
Olli Jalonen lebt mit seiner Familie in Hämenlinna. Seine Frau ist die Schriftstellerin Riitta Jalonen.
Olli Jalonens Werk ist mit vielen Preisen ausgezeichnet, u. a. mit dem Finlandia Prize. Seine Bücher sind in mehrere Sprachen übersetzt, auch ins Deutsche. Jalonen studierte Sozial- und Literaturwissenschaften und promovierte 2006 mit einer Dissertation über die Assoziation des Schreibens an der Universität von Tampere.
Das Erstlingswerk von Olli Jalonen, die Novellensammlung Unien tausta, erschien 1978 und wurde als bestes Erstlingswerk Finnlands ausgezeichnet. Im Roman Ilo ja häpeä (1981) erzählt der Schriftsteller von seinen Erfahrungen als Pressesprecher der Indonesischen Botschaft in Helsinki. Der Roman Hotelli eläville (1983) handelt von der Ethik der Wissenschaft. Er wurde in Finnland mehrfach ausgezeichnet und auch in Schweden, Norwegen und Estland veröffentlicht. Die Werke von Olli Jalonen drehen sich oft um Fragen nach dem Gewissen, beispielsweise hinsichtlich der Situation und der Verantwortung des Menschen in Diktaturen und Ausnahmesituationen. Jalonen hat Novellen und Hörspiele geschrieben, in welchen er von seinen Erfahrungen berichtet, unter anderem mit Nordkorea und dem Totalitarismus. Diese Novellen sind unter anderem im 2003 veröffentlichten Värjättyä rakkautta erschienen.
Als Hauptwerk des Autors gilt der umfangreiche Roman Yksityiset tähtitaivaat (1999). Es handelt sich um eine Zusammenfassung der in den Jahren 1989–92 erschienenen, mittlerweile ergänzten Romantrilogie über das durch Politik, die See und menschliche Beziehungen getrennte Geschlecht von Betel während eines Jahrhunderts.
1990 erhielt Jalonen mit dem Roman Isäksi ja tyttäreksi den Finlandia-Preis und 2018 mit dem Roman Taivaanpallo. Nominiert für den Finlandia-Preis war er auch 1989 mit Werk Johan ja Johan, 2008 mit 14 solmua Greenwichiin und 2014 mit Miehiä ja ihmisiä. Auch war er dreimal für den Literaturpreis des Nordischen Rates nominiert. Von den übrigen Romanen ist Kenen kuvasta kerrot (1996) ein umfangreiches Werk, in welchem die Biografie einer Frau mittels verschiedener literarischer Stile erzählt wird. Die Geschwisterwerke Yhdeksän pyramidia (2000) und Karatolla (2012) erzählen von einem gewaltigen, neuzeitlichen Pyramidenbauprojekt in Europa und einer damit verwobenen Liebesgeschichte. Poikakirja (2008) und Miehiä ja ihmisiä (2014) (Von Männern und Menschen) handeln vom Aufwachsen eines Knaben im Finnland der 1960er bis 70er Jahre. 14 solmua Greenwichiin (2008) (Vierzehn Knoten bis Greenwich) erzählt von einem Reality-Wettkampf, in welchem die ganze Welt auf dem durch Greenwich verlaufenden Nullmeridian umrundet wird. Taivaanpallo (2018) (Die Himmelskugel) erzählt von der Zeit der Aufklärung. Erzähler ist ein kleiner Junge der auf der Insel St. Helena lebt.
Hörspiele und Schauspiele hat Jalonen seit 1985, insgesamt 15 Stücke veröffentlicht. Daneben hat er in Fernsehspielen des finnischen Staatssenders Regie geführt, an der Theaterhochschule gelehrt und seit 2000 in Land-Art-Projekten mitgearbeitet.
Verschiedene Romane von Olli Jalonen wurden ins Deutsche, Schwedische, Norwegische, Estnische, Niederländische und Lettische übersetzt. Einzelne Novellen erschienen in weiteren Sprachen. Jalonen hat weiterführende Studien am Trinity College Dublin absolviert und war im Rahmen von Artist-in-Residence-Programmen tätig, unter anderem 1982 innerhalb des International-Writing-Programms der Universität Iowa, 1988 am LCB Berlin, 2010–2011 als Writer-in-Residence Zürich und 2015 in der Künstlerresidenz Chretzeturm in Stein am Rhein.

## Werke in deutscher Übersetzung
- Vierzehn Knoten bis Greenwich. Übersetzung Stefan Moster. Mare Verlag, Hamburg 2010, ISBN 978-3-86648-124-4.
- Von Männern und Menschen. Übersetzung Stefan Moster. Mare Verlag, Hamburg 2016, ISBN 978-3-86648-241-8.
- Die Himmelskugel, Übersetzung Stefan Moster, Mare Verlag, Hamburg 2021, ISBN 978-3-86648-609-6
- Die Kunst, unter Wasser zu leben, Übersetzung Stefan Moster, Mare Verlag, Hamburg 2023, ISBN 978-3-86648-679-9

## Prosawerke
- Unien tausta, Otava Verlag, Helsinki 1978
- Sulkaturkki, Otava Verlag 1979
- Ilo ja häpeä, Otava Verlag 1981
- Hotelli eläville, Otava Verlag 1983
- Tuhkasaari, Otava Verlag 1987
- Johan ja Johan, Otava Verlag 1989
- Isäksi ja tyttäreksi, Otava Verlag 1990
- Elämä, ja elämä, Otava Verlag 1992
- Kenen kuvasta kerrot, Otava Verlag 1996
- Yksityiset tähtitaivaat, Otava Verlag 1999
- Yhdeksän pyramidia eli kertomus yhdeksästä elementistä viidessä tai kuudessa ilmansuunnassa, Otava Verlag 2000
- Värjättyä rakkautta, Otava Verlag 2003
- 14 solmua Greenwichiin, Otava Verlag 2008
- Poikakirja, Otava Verlag 2010
- Karatolla, Otava Verlag 2012
- Miehiä ja ihmisiä, Otava Verlag 2014
- Taivaanpallo, Otava Verlag 2018
- Merenpeitto, Otava Verlag 2019

## Preise
- J. H. Erkko-Preis 1979
- Kritiikin kannukset 1984
- Kalevi Jäntti-Preis 1984
- Finnischer Staatspreis für Literatur 1984 und 1990
- Eino Leino-Preis 1990
- Finlandia-Preis 1990 und 2018
- Preis des Finnischen Kulturfonds 2005